# Облога Абідосу

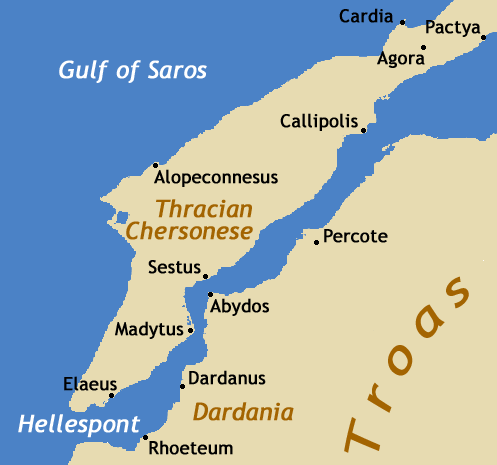
Мапа Гелелспонту

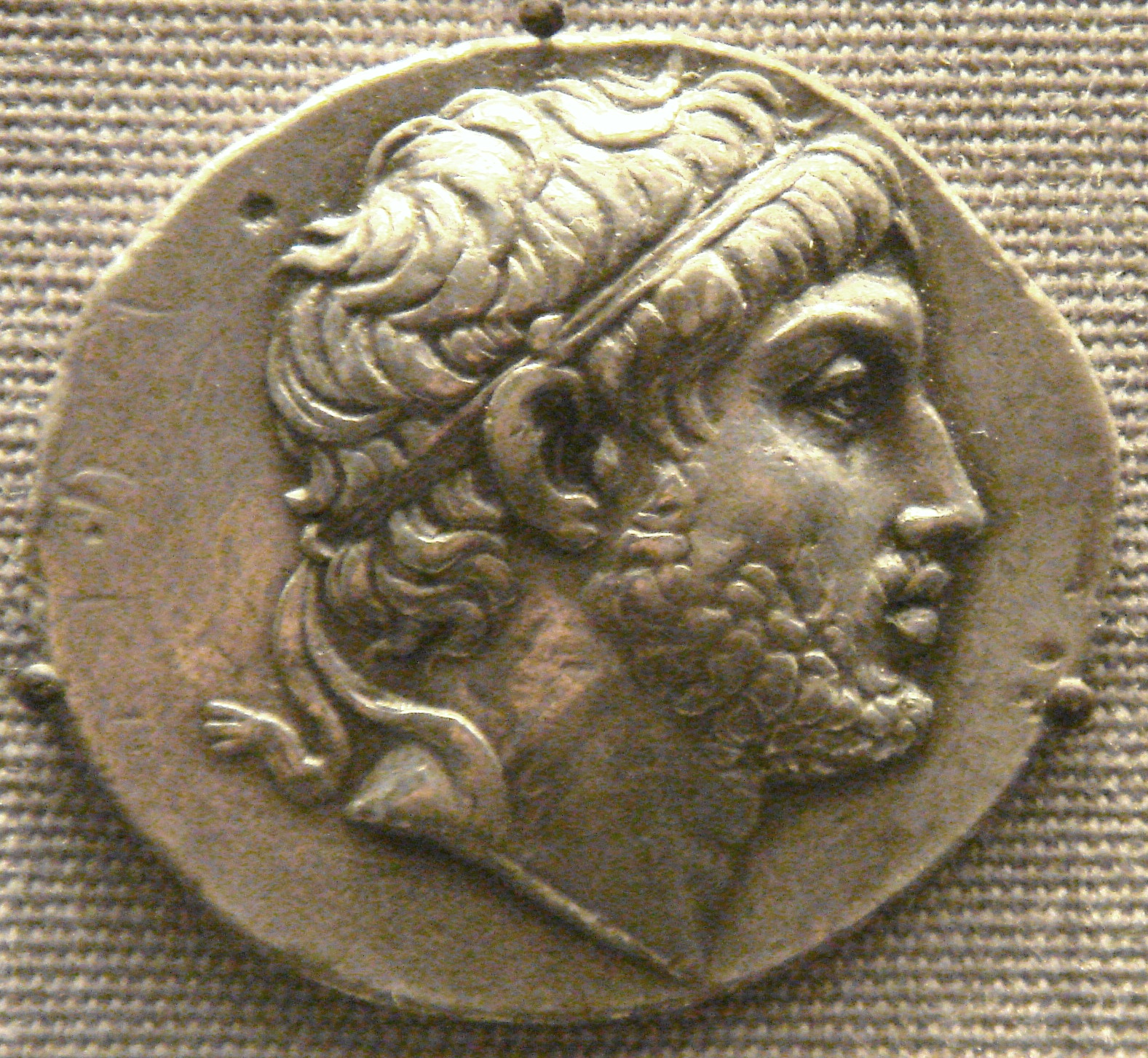
Філіпп V

Облога Абідосу — епізод Критської війни 205—200 рр. до н. е., в якій македонський цар Філіпп V діяв проти створеної у східній Егеїді та Пропонтиді коаліції міст та царств. За діями оборонців, котрі воліли загинути разом з усіма рідними, але не підкоритись, облога зіставна з відомими битвами за Ксанф та Сагунт.
Ще в 202 р. до н. е. Філіпп поставив під свій контроль Лісімахію — велике місто на півострові Фракійський Херсонес, котрий утворює західну сторону Геллеспонту (протоки Дарданелли). Наступного року він здійснив великий похід уздовж узбережжя східної Егеїди, діставшись аж родоської переї — території на материку навпроти острова Родос (в районі сучасного Мармарису). При цьому, хоча на суходолі його супротивники відсижувались за стінами міст, проте важкі втрати у морській битві при Хіосі зробили всю цю експедицію невдалою. Водночас, учасники антимакедонської коаліції не скористались нагодою заблокувати Філіппа в Азії та допустили його повернення в рідні краї. Як наслідок, македонський цар вирішив узяти Геллеспонт під повний контроль, щоб за необхідності полегшити собі нову переправу до Азії. Для цього він обложив місто Абідос, котре знаходилось на східній, протилежній від Фракійського Херсонесу, стороні протоки та мало зручну гавань.
Для ізоляції міста навколо нього звели відповідні споруди — подекуди частокіл, в інших місцях вал та рів — і почали підводити до стін облогові машини. Оборонці Абідоса чинили впертий спротив, обстрілюючи ворога, котрий підступав як з суходолу, так і з моря, за допомогою розставлених на мурах каменеметальних пристроїв. Крім того, кораблі, які підвозили машини до гавані, вони намагалися псувати вогнем, змушуючи атакуючих відступати для порятунку своїх суден. На суходолі абідосці також тримались гарно. Коли у підсумку македонянам все-таки вдалось за допомогою підкопу зруйнувати ділянку мурів, вони зустрілись із зведеною навпроти пролома наступною стіною.
Втім, у якийсь момент позначилась нестача сил у оборонців — перед початком облоги вони отримали від пергамського царя Аттала лише триста воїнів, що стосується родоського флоту, котрий стояв біля Тенедоса, то з нього сюди прислали всього одну квадрирему. Коли містяни були вже вкрай вимучені, Аттал підійшов ближче до Абідосу, проте так і не наважився надати захисникам справжньої допомоги.
Продовжуючи облогові роботи, македоняни змогли за допомогою підземних ходів наблизитись до зведеної навпроти пролома нової стіни. В цей момент абідосці повідомили Філіппа, що згодні здатись, аби лише їх відпустили в одному одязі (так само просили вони і за вільний прохід для родосців та пергамців). Проте македонський цар відхилив пропозицію і зажадав капітуляції без жодних умов. У відповідь містяни вирішили краще загинути всім, але не підкоритись. З найстаріших (але ще придатних для запланованого) мешканців обрали п'ятдесят, котрим доручили перебити всіх дітей та жінок, яких зібрали у гімнасії та одному з храмів. Сигналом для цього мав стати прорив македонців через наспіх зведену внутрішню стіну.
Виголосивши над принесеними в жертву тваринами прокляття проти тих, хто наважиться відступитись від прийнятого рішення, абідосці припинили підземні роботи, що велися для захисту стіни. Тепер вони чекали її падіння, щоб у проломі вступити в останню битву з ворогом. Коли ж це сталось, почався страшний бій, який тривав до самої ночі — Філіпп посилав у битву загін за загоном, проте абідосці боролись відчайдушно і втримали пролом.
Втім, у цьому бою більшість містян, здатних тримати зброю, виявилась перебитою, а інші залишились жахливо виснажені ранами та втомою. Кілька старійшин та жерців вирішили з настанням ранку повідомити македонського царя про свою згоду капітулювати, проте більшість абідосців дотрималась клятви і стали вбивати своїх жінок, дітей, а потім і самих себе — зброєю, вішаючись, кидаючись в колодязі або з дахів. Вражений цим, Філіпп оголосив, що дає містянам три доби щоб покінчити із собою. Коли цей строк завершився, він зайняв місто, захопивши у ньому багато цінностей, але жодного полоненого (крім тих, котрі раніше вже потрапили до нього та перебували у кайданах).
Залишивши в Абідосі гарнізон, Філіпп повернувся до Македонії та став готуватись до війни з римлянами, військо яких вже переправилось до Епіру, де розташувалось на зимові квартири (Друга Македонська війна).